# Parodontophora brevamphida
Parodontophora brevamphida är en rundmaskart som först beskrevs av Timm 1952.  Parodontophora brevamphida ingår i släktet Parodontophora och familjen Axonolaimidae. Inga underarter finns listade i Catalogue of Life.